# Terry-Thomas
Terry-Thomas, nome d'arte di Thomas Terry Hoar-Stevens (Londra, 14 luglio 1911 – Godalming, 8 gennaio 1990), è stato un attore e cabarettista britannico.

## Biografia
Noto per il vistoso diastema fra i suoi denti incisivi, interpretò numerosi film, fra i quali Se tutte le donne del mondo... (Operazione Paradiso), Come uccidere vostra moglie, Arabella, Le meravigliose avventure di Pollicino, Questo pazzo, pazzo, pazzo, pazzo mondo, Quei temerari sulle macchine volanti, Tre uomini in fuga, Arrriva Dorellik, Mani sulla luna.
Sposato con Ida Florence Patlanski, anch'essa attrice, divorziò nel 1962 per sposare Belinda Cunningham, dalla quale ebbe due figli, Timothy "Tiger" e Rupert "Cushan". Contrasse la malattia di Parkinson nel 1974. Morì l'8 gennaio 1990 a seguito di una polmonite, in solitudine e in povertà.

## Filmografia

### Cinema

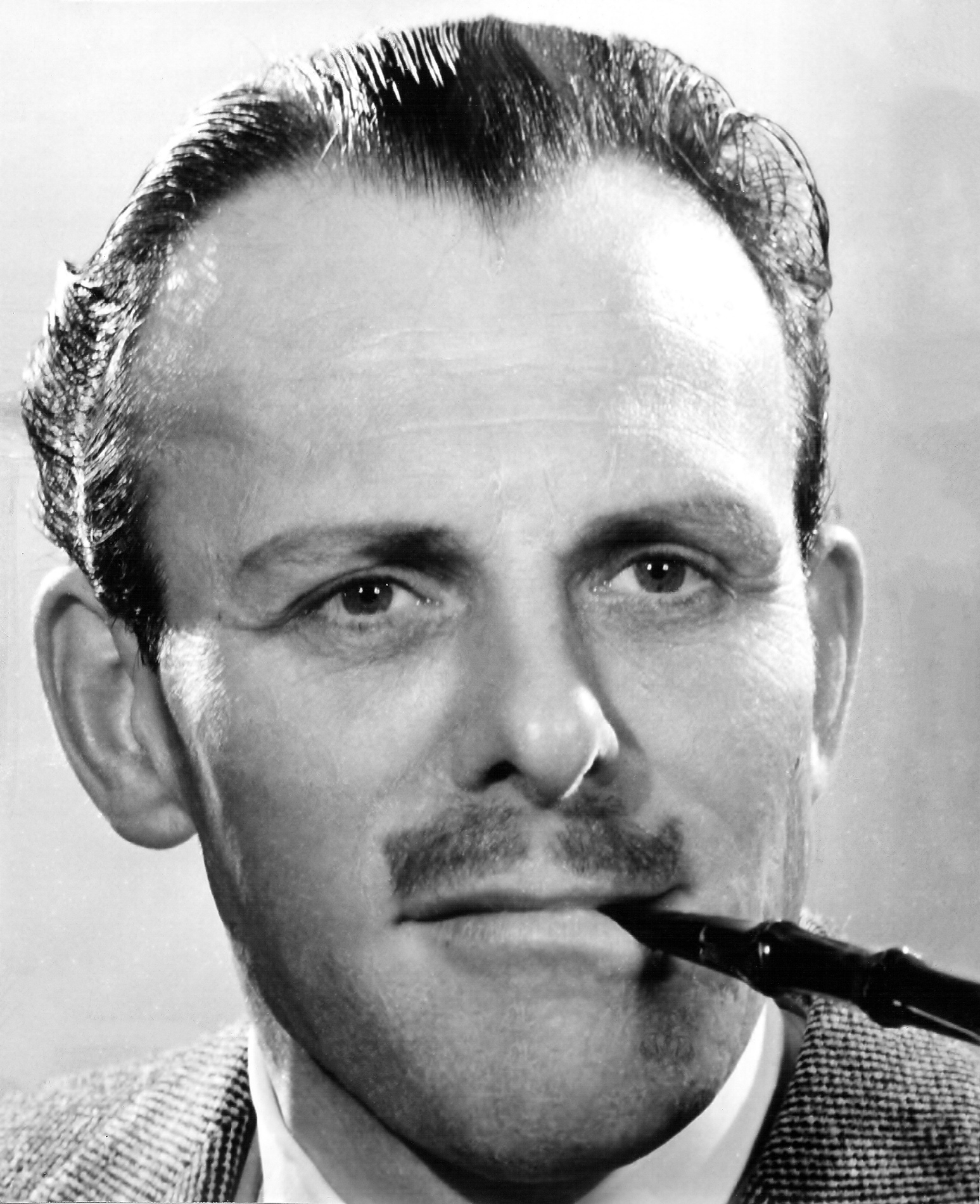
Terry-Thomas nel maggio 1951

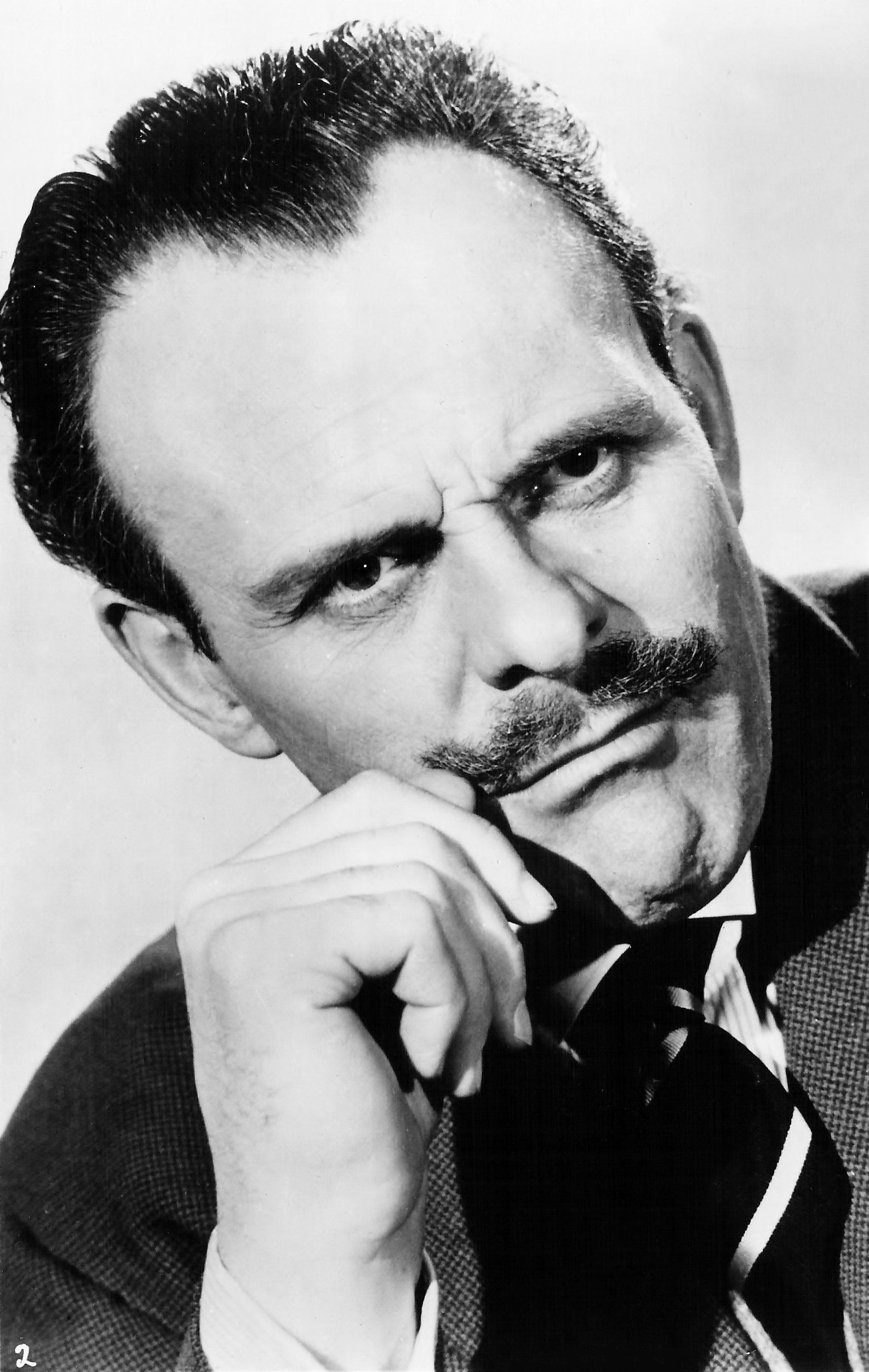
Terry-Thomas al The Bing Crosby Show, 1961

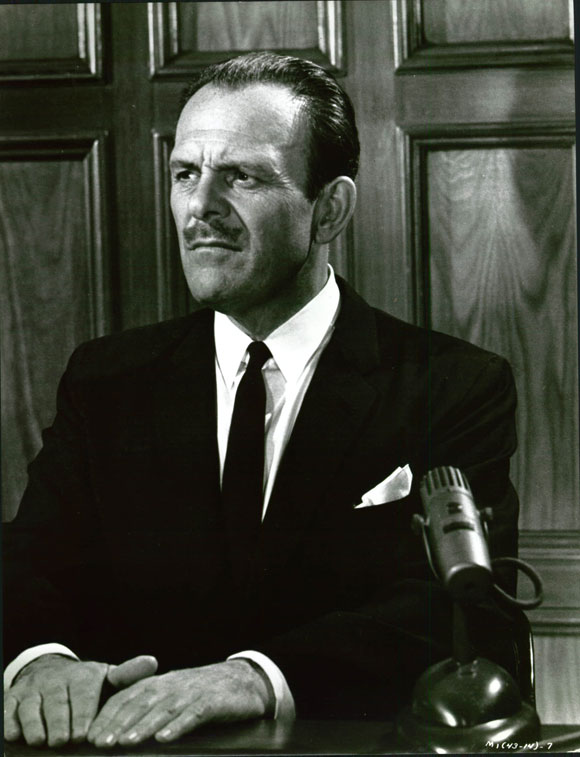
Terry-Thomas in Come uccidere vostra moglie, (1965)

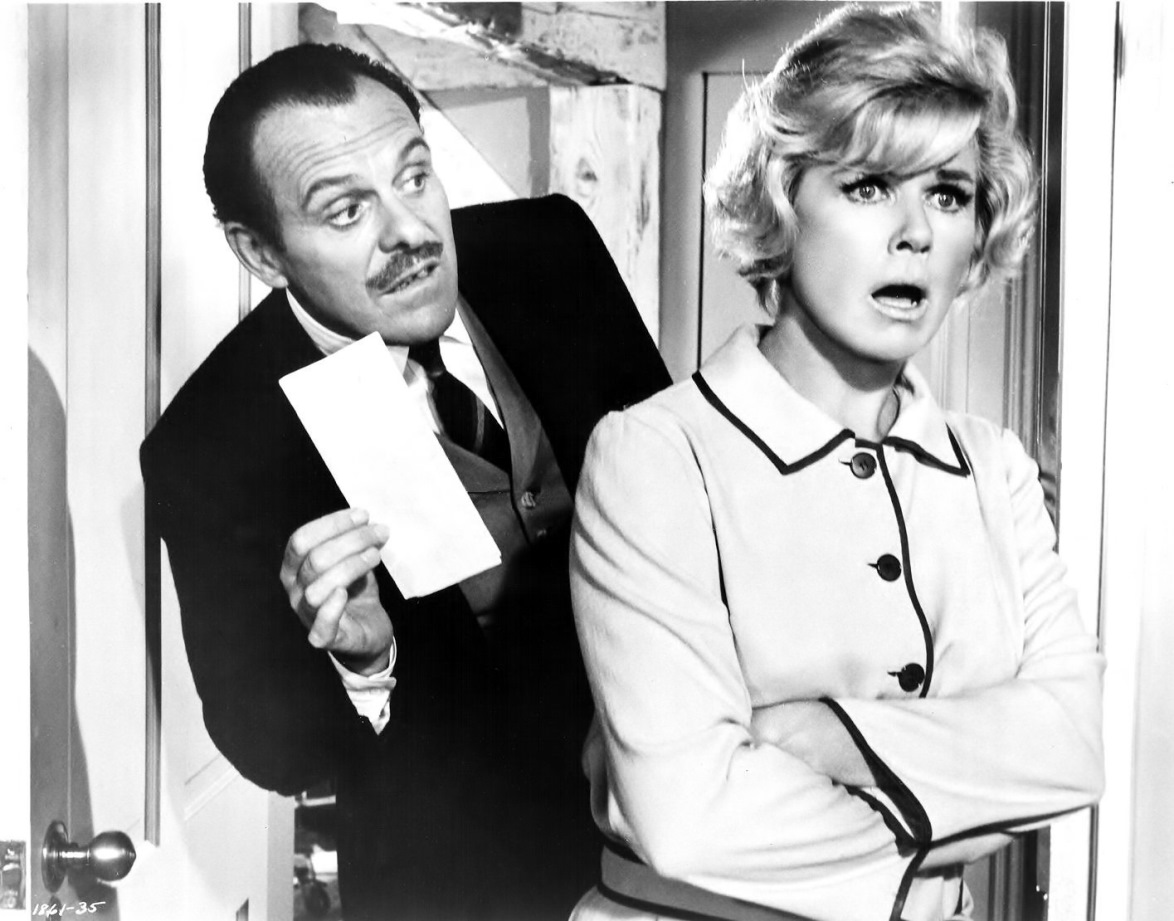
Terry-Thomas e Doris Day in Che cosa hai fatto quando siamo rimasti al buio? (1968)

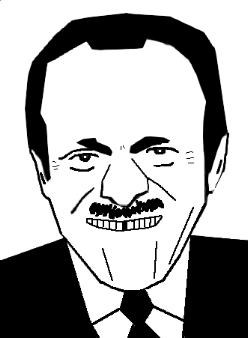
Caricatura di Terry-Thomas

- Le sei mogli di Enrico VIII (The Private Life of Henry VIII), regia di Alexander Korda (1933), non accreditato[1]
- Il fantasma galante (The Ghost Goes West), regia di René Clair (1935), non accreditato[1]
- It's Love Again, regia di Victor Saville (1936), non accreditato[2]
- Once in a Million, regia di Arthur B. Woods (1936), non accreditato[1]
- Rhythm in the Air, regia di Arthur B. Woods (1936), non accreditato[1]
- This'll Make You Whistle, regia di Herbert Wilcox (1936), non accreditato[1]
- When Knights Were Bold, regia di Jack Raymond (1936), non accreditato[1]
- La vita futura (Things to Come), regia di William Cameron Menzies (1936), non accreditato[1]
- Cheer Up, regia di Leo Mittler (1936), non accreditato[1]
- Rhythm Racketeer, regia di James Seymour (1937), non accreditato[3]
- Flying Fifty-Five, regia di Reginald Denham (1939)
- Sam Goes Shopping, regia di Harold Purcell, (1939), non accreditato[3]
- Climbing High, regia di Carol Reed (1939)
- For Freedom, regia di Maurice Elvey e Castleton Knight (1940)
- Under Your Hat, regia di Maurice Elvey (1940), non accreditato[3]
- Quiet Wedding, regia di Anthony Asquith (1941), non accreditato[3]
- A Date with a Dream, regia di Dicky Leeman (1948)
- Brass Monkey, regia di Thornton Freeland (1948)
- If You Don't Save Paper, (1948)
- Copy Book Please, (1949)
- Helter Skelter, regia di Ralph Thomas (1949)
- Melody Club, (1949)
- What's Cooking?, (1951)
- The Queen Steps Out, (1952)
- The Green Man, regia di Robert Day e Basil Dearden (1956)
- Operazione fifa (Private's Progress), regia di John Boulting (1956)
- Assassino di fiducia (The Green Man), regia di Robert Day (1956)
- 4 in legge (Brothers in Law), regia di Roy Boulting (1957)
- Blue Murder at St Trinian's, regia di Frank Launder (1957)
- Happy is the Bride, regia di Roy Boulting (1957)
- Lucky Jim, regia di John Boulting (1957)
- La verità... quasi nuda (The Naked Truth), regia di Mario Zampi (1957)
- Le meravigliose avventure di Pollicino (Tom Thumb), regia di George Pal (1958)
- Mister Browne contro l'Inghilterra (Carlton-Browne of the F.O.), regia di Roy Boulting e Jeffrey Dell (1959)
- Nudi alla meta (I'm All Right Jack), regia di John Boulting e Roy Boulting (1959)
- La signora non è da squartare (Too Many Crooks), regia di Mario Zampi (1959)
- La scuola dei dritti (School for Scoundrels), regia di Robert Hamer (1960)
- That's Odd, regia di Horace Shepherd (1960)
- Make Mine Mink, regia di Robert Asher (1960)
- Scambiamoci le mogli (His and Hers), regia di Brian Desmond Hurst (1960)
- Il mistero del signor Cooper (A Matter of WHO), regia di Don Chaffey (1961)
- L'appartamento dello scapolo (Bachelor Flat), regia di Frank Tashlin (1962)
- Operation Snatch, regia di Robert Day (1962)
- Omicidio al Green Hotel (Kill or Cure), regia di George Pollock (1962)
- Avventura nella fantasia (The Wonderful World of the Brothers Grimm), regia di Henry Levin e George Pal (1962)
- Questo pazzo, pazzo, pazzo, pazzo mondo (It's a Mad, Mad, Mad, Mad World), regia di Stanley Kramer (1963)
- Mani sulla luna (The Mouse on the Moon), regia di Richard Lester (1963)
- Terry-Thomas in Tuscany, (1963)
- Terry-Thomas in the South of France, (1963)
- Terry-Thomas in Northern Ireland, (1963)
- The Wild Affair, regia di John Krish (1965)
- You Must Be Joking!, regia di Michael Winner (1965)
- Strani compagni di letto (Strange Bedfellows), regia di Melvin Frank (1965)
- Come uccidere vostra moglie (How to Murder Your Wife), regia di Richard Quine (1965)
- Quei temerari sulle macchine volanti (Those Magnificent Men in their Flying Machines), regia di Ken Annakin (1965)
- La dolce vita... non piace ai mostri (Munster, Go Home!), regia di Earl Bellamy (1966)
- Questa pazza, pazza, pazza Londra (The Sandwich Man), regia di Robert Hartford-Davis (1966)
- The Daydreamer, regia di Jules Bass (1966)
- Il nostro uomo a Marrakesh (Our Man in Marrakesh), regia di Don Sharp (1966)
- Tre uomini in fuga (La Grande Vadrouille), regia di Gérard Oury (1966)
- Se tutte le donne del mondo... (Operazione Paradiso), regia di Henry Levin e Arduino Maiuri (1966)
- Top Crack, regia di Mario Russo (1967)
- Quei fantastici pazzi volanti (Jules Verne's Rocket to the Moon), regia di Don Sharp (1967)
- Arabella, regia di Mauro Bolognini (1967)
- I pericoli di Paolina (The Perils of Pauline), regia di Herbert B. Leonard, Joshua Shelley (1967)
- Non alzare il ponte, abbassa il fiume (Don't Raise the Bridge, Lower the River), regia di Jerry Paris (1967)
- Una guida per l'uomo sposato (A Guide for the Married Man), regia di Gene Kelly (1967)
- Sette volte sette, regia di Michele Lupo (1968)
- Diabolik, regia di Mario Bava (1968)
- Arrriva Dorellik, regia di Steno (1968)
- Che cosa hai fatto quando siamo rimasti al buio? (Where Were You When the Lights Went Out?), regia di Hy Averback (1968)
- Uno scacco tutto matto, regia di Roberto Fizz (1968)
- Uffa papà quanto rompi! (How Sweet It Is!), regia di Jerry Paris (1968)
- Quei temerari sulle loro pazze, scatenate, scalcinate carriole (Monte Carlo or Bust!), regia di Ken Annakin (1969)
- 2000 Years Later, regia di Bert Tenzer (1969)
- Una su 13 (12 + 1), regia di Nicolas Gessner (1969)
- Arthur! Arthur!, regia di Samuel Gallu (1969)
- Un elmetto pieno di... fifa (Le Mur de l'Atlantique), regia di Marcel Camus (1970)
- L'abominevole dottor Phibes (The Abominable Dr. Phibes), regia di Robert Fuest (1971)
- The Cherry Picker, regia di Peter Curran (1971)
- Tunisia – Yesterday and Today, (1972)
- Frustrazione (Dr. Phibes Rises Again), regia di Robert Fuest (1972)
- Colpo grosso... grossissimo... anzi probabile, regia di Tonino Ricci (1972)
- Robin Hood, regia di Wolfgang Reitherman (1973) - voce
- Gli eroi, regia di Duccio Tessari (1973)
- Le piccanti avventure di Tom Jones (The Bawdy Adventures of Tom Jones), regia di Cliff Owen (1976)
- Io, Beau Geste e la legione straniera (The Last Remake of Beau Geste), regia di Marty Feldman (1977)
- Il cagnaccio dei Baskervilles (The Hound of the Baskervilles), regia di Paul Morrissey (1978)
- Febbre a 40!, regia di Marius Mattei (1980)

### Televisione
- La legge di Burke (Burke's Law) – serie TV, episodi 1x05-1x18-2x23 (1963-1965)
- Attenti a quei due (The Persuaders!) – serie TV, episodio 1x14 (1971)

## Doppiatori italiani
- Oreste Lionello in Questo pazzo pazzo pazzo pazzo mondo, Come uccidere vostra moglie, Se tutte le donne del mondo... (Operazione Paradiso), Una guida per l'uomo sposato, Sette volte sette, Arrriva Dorellik, L'abominevole dottor Phibes
- Renzo Palmer in Tre uomini in fuga, Diabolik
- Stefano Sibaldi in Che cosa hai fatto quando siamo rimasti al buio?, Uno scacco tutto matto
- Bruno Persa in Le meravigliose avventure di Pollicino
- Carlo Romano in Mani sulla luna
- Gianni Bonagura in Quei temerari sulle macchine volanti
- Sergio Tedesco in Quei temerari sulle loro pazze, scatenate, scalcinate carriole
- Nando Gazzolo in Colpo grosso... grossissimo... anzi probabile

Da doppiatore è stato sostituito da:
- Sergio Tedesco in Robin Hood

## Curiosità

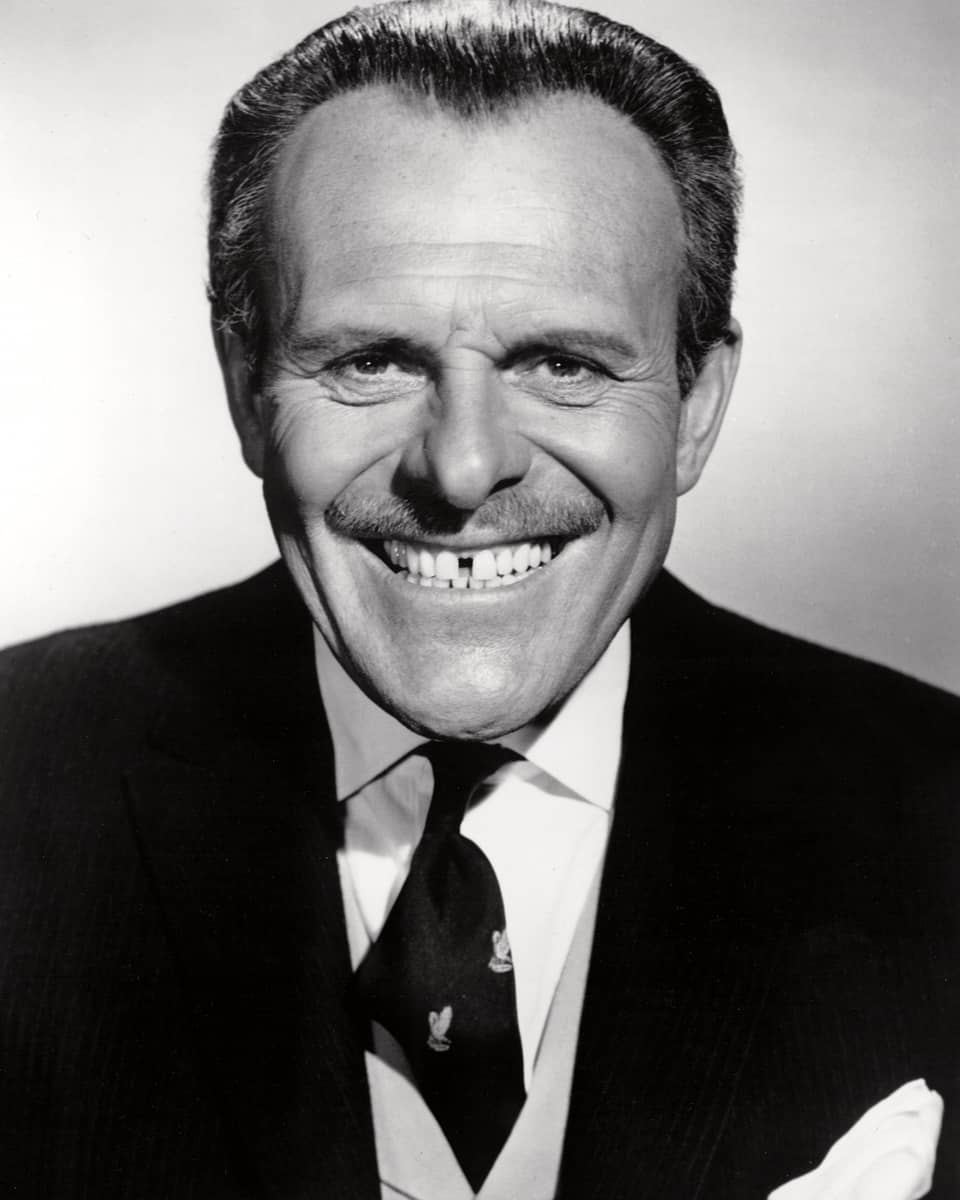
Terry-Thomas nel 1961 mentre mostra il suo diastema da 1⁄3-inch, che darà il nome a un segno radiologico ("segno di Terry-Thomas") che indica una diastasi scafo-lunata.

In campo ortopedico, esiste un segno radiologico chiamato segno di Terry-Thomas, che indica un aumento della distanza tra due ossa della mano (lo scafoide e il semilunare) in una patologia (lussazione o instabilità) dell'articolazione scafo-lunata, simile al diastema tra gli incisivi dell'attore.